# Lilium maritimum
Lilium maritimum ist eine Pflanzenart aus der Gattung der Lilien (Lilium) in der Sektion Pseudolirium. Die Vorkommen des Endemiten sind auf ein kleines Gebiet in Kalifornien beschränkt. Die Lilie gilt als gefährdet.

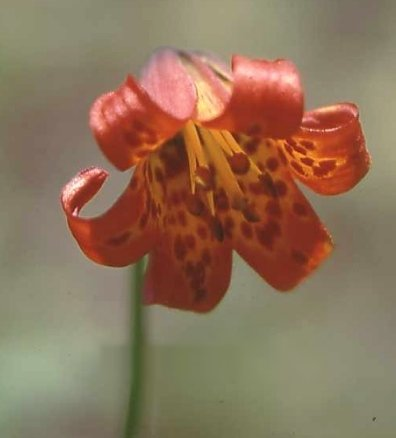
Blüte

## Beschreibung

### Zwiebel
Die Zwiebeln sind unregelmäßige Verdickungen an unverzweigten rhizomatischen Strukturen, die 1,8 bis 4,1 Zentimeter hoch und 3 bis 7,4 Zentimeter lang werden. Das Rhizom wird dabei höchstens dreimal länger als hoch und ist, typisch für eine Lilienzwiebel, aus zahlreichen Schuppen zusammengesetzt, die meist unsegmentiert sind, selten aber auch aus bis zu zwei Segmenten bestehen. Die längsten Schuppen werden 1,5 bis 3,8 Zentimeter lang.

### Habitus
Lilium maritimum erreicht eine Wuchshöhe von 10 Zentimeter bis 120 Zentimeter, selten auch bis zu 230 Zentimetern, bleibt an Steilküsten jedoch meist kleiner als 25 Zentimeter. Stängelwurzeln fehlen.
Das Blattwerk findet sich gelegentlich konzentriert in der unteren Hälfte des Stängels, manchmal auch verteilt, meist aber in ein bis vier Wirteln oder Teilwirteln, die aus je drei bis siebzehn Blättern bestehen. Die Blätter stehen waagrecht (mit herabhängender Spitze) bis aufrechtweisend, sind (manchmal verschmälert) elliptisch, selten schwach umgekehrt-lanzettlich bis umgekehrt-eiförmig, an den Rändern ungewellt und zum Ende hin spitz zulaufend. Sie erreichen eine Länge von 3,6 bis 17,7 Zentimeter und sind zwischen 0,3 und 4,7 Zentimeter breit.

### Blüten und Früchte
Die Art blüht von Mai bis August mit ein bis dreizehn in einer Rispe stehenden, nickenden (gelegentlich waagerechten) und duftlosen, glockenförmigen Blüten an 6,3 bis 32 Zentimeter langen Blütenstielen. Die sechs gleichgeformten, in zwei Blütenblattkreisen stehenden Blütenhüllblätter sind zur Hälfte bis vier Fünftel weit zurückgebogen, rot bis rotorange und am Ansatz im Zentrum dunkelbraun gefleckt, die Zeichnung ist hellorange, gelegentlich gelb-grün unterlegt. Die Blütenhüllblätter sind 3,4 bis 5 Zentimeter lang und 0,9 bis 1,3 Zentimeter breit.
Die Staubblätter ragen nicht aus der Blüte, die Staubfäden sind in einem Winkel von 3 bis 14 Grad nach außen gebogen, die Staubbeutel sind hellmagenta und 4 bis 12 Millimeter lang, der Pollen ist orange. Der Stempel ist 2,2 bis 3,2 Zentimeter lang, der Fruchtknoten 1 bis 1,8 Zentimeter, der Griffel grün.
Lilium maritimum wird im Lauf ihrer Blütezeit von unterschiedlichen Bestäubern besucht. Anfangs wird sie bestäubt von Allenkolibris (Selasphorus sasin) und Annakolibris (Calypte anna), später durch verschiedene Hummeln.
Die je Kapsel 120 bis 240 Samen reifen in 2,4 bis 4,1 Zentimeter langen und 1,2 bis 2 Zentimeter dicken Kapselfrüchten heran und keimen hypogäisch bereits im Spätherbst unter kühlen Bedingungen, die Pflanze verbleibt also mit ihrem Keimblatt unter der Erde und durchbricht erst im Frühjahr mit ihren Primärblättern die Erdoberfläche. Die Chromosomenzahl beträgt 2n=24.

## Verbreitung und Habitat
Lilium maritimum ist ein Endemit mit sehr begrenztem Lebensraum. Ihr Vorkommen beschränkt sich ausschließlich auf einen nur rund 250 Kilometer langen und wenige Kilometer breiten Streifen unmittelbar an der Küste Kaliforniens zwischen San Francisco und Westport in Höhenlagen zwischen 0 und 335 Meter. Die milden klimatischen Bedingungen dort werden stark vom Meer geprägt, so sind die Sommer neblig, vergleichsweise kühl und feucht, im Herbst und Winter kommt es zu starken Regenfällen und die Temperaturen können im Winter auf bis zu −5 °C fallen.
Sie ist dort Bestandteil spezieller kalifornischer Pflanzengesellschaften der Küste wie California coastal prairie, Northern coastal scrub, Lichtungen in von Pinus muricata dominierten, sogenannten Closed-cone pine forests und Mooren, in denen sie mit Sonnentau-Arten vergesellschaftet vorkommt. Die Standorte sind halbsonnig bis sonnig, die Böden sauer, häufig sandig und stets nass. Vorkommen auf trockeneren Böden sind selten.

## Gefährdung und Status
Durch die weitgehende Erschließung der Küste als Siedlungsraum vor allem im Großraum San Francisco ist die Art drastisch zurückgedrängt worden und im Süden ihres angestammten Verbreitungsgebiets bis auf eine einzelne Population in der Point Reyes National Seashore ausgestorben. Da die Landerschließung im Norden ihres Verbreitungsgebietes weiter voranschreitet, sind die dortigen Vorkommen unverändert bedroht. Neben der Erschließung gelten auch die Ausbringung von Herbiziden zur Wartung von Straßenrändern und Aufsammlungen durch Pflanzensammler als bedrohend.
Die California Native Plant Society führt Lilium maritimum als „Ernsthaft gefährdet in Kalifornien“ (Seriously endangered in California); als Vorkommenshäufigkeit werden hier „6 bis 20 Populationen oder 1.000 bis 3.000 Individuen oder 2.000 bis 10.000 acres“ angegeben (6-20 occurrences OR 1.000-3.000 individuals OR 2.000-10.000 acres). Vom IUCN wurde die Art 1997 als Vulnerable (Gefährdet) eingestuft. Weder auf staatlicher noch Bundesebene wurde jedoch bisher eine Gefährdungseinstufung vorgenommen.

## Taxonomie und Systematik
Die Art wurde 1876 durch den US-amerikanischen Botaniker Albert Kellogg in Proceedings of the California Academy of Sciences Band 6 Seite 140 erstbeschrieben. Es existieren weder Unterarten noch Varietäten. Durch ihre nickenden Blüten und die glockenförmige Blüte bei gleichzeitig eingerollten Blütenhüllblättern weicht Lilium maritimum morphologisch von allen anderen nordamerikanischen Lilienarten ab.
Comber stellte die Art 1949 in seiner klassischen, wenngleich mittlerweile überalterten Systematik mit Lilium kelleyanum, Lilium occidentale, Lilium pardalinum, Lilium parryi und Lilium parvum in eine Untersektion. Mit der Panther-Lilie (Lilium pardalinum) kann sie hybridisieren, was als Indiz für eine nähere Verwandtschaft gewertet werden kann. In morphologischer Hinsicht steht diese Hybride, die sich vegetativ vermehren kann, genau zwischen ihren Eltern.
In molekulargenetischen Untersuchungen wurde die Art bisher nicht berücksichtigt.